# Энтрерриос, Рауль
Рауль Энтрерриос Родригес (исп. Raúl Entrerríos Rodríguez; род. 12 февраля 1981 года, Хихон) — испанский гандболист, разыгрывающий. Известен по выступлению за испанский клуб «Барселона» и сборную Испании.

## Карьера

### Клубная
Рауль Энтрерриос начинал свою карьеру в «Наранко». В 2001 году Рауль перешёл в «Адемар Леон», помог клубу выиграть Кубок Испании и Кубок обладателей кубков ЕГФ. После 6 сезонов, которые Энтрерриос провёл в «Адемар Леон», в 2007 году Рауль стал игроком «Вальядолида». Энтрерриос помог «Вальядолиду» выиграть в 2009 году Кубок обладателей кубков ЕГФ. В 2010 году Энтрерриос перешёл в «Барселону», с которым 6 раз выигрывал чемпионат Испании и 2 раза выигрывал Лигу чемпионов ЕГФ. В 2021 году завершил карьеру.

### В сборной
В сборной Рауль Энтрерриос сыграл 294 матча (рекорд в истории национальной сборной) и забил 681 мяч. Чемпион мира 2005 года, двукратный чемпион Европы (2018 и 2020), двукратный бронзовый призёр Олимпийских игр (2008 и 2020).

## Семья
Его старший брат Альберто Энтрерриос — также бывший игрок испанской сборной по гандболу.

## Достижения
- Победитель чемпионата Испании: 2011, 2012, 2013, 2014, 2015, 2016
- Обладатель кубка Испании: 2012, 2013, 2014, 2015, 2016
- Обладатель суперкубка Испании: 2013, 2014, 2015, 2016
- Обладатель кубка Дель Рей: 2002, 2014, 2015
- Победитель кубка обладателей кубков ЕГФ: 2005, 2009
- Победитель лиги чемпионов ЕГФ: 2011, 2015
- Победитель чемпионата Мира: 2005
- Бронзовый призёр летних олимпийских игр: 2008

Личные
- MVP чемпионата Европы (2016).